# Svibnik
Svibnik – wieś w Słowenii, w gminie Črnomelj. W 2018 roku liczyła 108 mieszkańców.